# 福谷茂
福谷 茂（ふくたに しげる、1953年 - ）は、日本の哲学者。京都大学名誉教授。専門はイマヌエル・カントなどの西洋近代哲学史。博士（文学）（京都大学・論文博士・2000年）（学位論文「カント哲学研究」）。

## 人物・経歴
兵庫県生まれ。東京教育大学文学部哲学科哲学専攻卒業後、1981年京都大学大学院文学研究科博士後期課程学修認定退学、京都大学文学部助手。1985年獨協大学専任講師。1988年獨協大学助教授。1989年東京都立大学人文学部助教授。1997年京都大学大学院文学研究科助教授。2000年博士（文学）の学位を取得。2007年京都大学大学院文学研究科准教授。2011年京都大学大学院文学研究科教授。2019年京都大学名誉教授。2020年創価大学大学院文学研究科教授。2025年創価大学名誉教授。

## 著作

### 著書
- 『カント哲学試論』知泉書館 2009年
- 『日本カント研究 11 (カントと幸福論)』（日本カント協会編、共著）理想社 2010年
- 『カントを学ぶ人のために』（有福孝岳、牧野英二編、共著）世界思想社 2012年

### 編書
- 『批判的形而上学とはなにか』（牧野英二と共編）理想社 1990年
- 『カント事典』（石川文康、大橋容一郎、黒崎政男、中島義道、牧野英二と共編）弘文堂 2014年